# Klages' miervogel
Klages' miervogel (Drymophila klagesi) is een zangvogel uit de familie Thamnophilidae (miervogels). Deze vogel is genoemd naar zijn ontdekker, de Amerikaanse verzamelaar Samuel S. Klages (1875-1957).

## Verspreiding
De Klages' miervogel komt voor in Venezuela en noordoostelijk Colombia.

## Status
De grootte van de populatie is niet gekwantificeerd. Op de Rode lijst van de IUCN heeft deze soort de status niet bedreigd.